# پیترو لومباردو
 پیترو لومباردو (انگلیسی: Pietro Lombardo؛ ۱۴۳۵ – ۱۵۱۵) یک مجسمه‌ساز، و معمار اهل ایتالیا بود.